# Mestaruussarja 1964
La Mestaruussarja 1964 fu la cinquantacinquesima edizione della massima serie del campionato finlandese di calcio, la trentaquattresima come Mestaruussarja. Il campionato, con il formato a girone unico e composto da dodici squadre, venne vinto dall'HJK, che da neopromossa vinse il decimo titolo della sua storia.

## Squadre partecipanti
| Club         | Città       | Stagione 1963                        |
| ------------ | ----------- | ------------------------------------ |
| Åbo IFK      | Turku       | 3º posto in Mestaruussarja           |
| GBK          | Kokkola     | 1º posto in Suomensarja Pohjoislohko |
| Haka         | Valkeakoski | 2º posto in Mestaruussarja           |
| HIFK         | Helsinki    | 4º posto in Mestaruussarja           |
| HJK          | Helsinki    | 1º posto in Suomensarja Itälohko     |
| HPS          | Helsinki    | 8º posto in Mestaruussarja           |
| Ilves-Kissat | Tampere     | 1º posto in Suomensarja Länsilohko   |
| KIF          | Helsinki    | 9º posto in Mestaruussarja           |
| KTP          | Kotka       | 5º posto in Mestaruussarja           |
| KuPS         | Kuopio      | 6º posto in Mestaruussarja           |
| MiPK         | Mikkeli     | 7º posto in Mestaruussarja           |
| Reipas Lahti | Lahti       | Campione di Finlandia                |

## Classifica finale
|  | Pos. | Squadra      | Pt | G  | V  | N | P  | GF | GS | DR  |
|  | ---- | ------------ | -- | -- | -- | - | -- | -- | -- | --- |
|  | 1.   | HJK          | 34 | 22 | 14 | 6 | 2  | 42 | 18 | +24 |
|  | 2.   | KuPS         | 30 | 22 | 13 | 4 | 5  | 39 | 21 | +18 |
|  | 3.   | KTP          | 28 | 22 | 12 | 4 | 6  | 47 | 29 | +18 |
|  | 4.   | Haka         | 27 | 22 | 11 | 5 | 6  | 42 | 22 | +20 |
|  | 5.   | Reipas Lahti | 24 | 22 | 10 | 4 | 8  | 46 | 33 | +13 |
|  | 6.   | HIFK         | 23 | 22 | 7  | 9 | 6  | 27 | 29 | -2  |
|  | 7.   | Ilves-Kissat | 22 | 22 | 8  | 6 | 8  | 32 | 37 | -5  |
|  | 8.   | Åbo IFK      | 21 | 22 | 8  | 5 | 9  | 33 | 33 | 0   |
|  | 9.   | GBK          | 18 | 22 | 7  | 4 | 11 | 27 | 42 | -15 |
|  | 10.  | HPS          | 13 | 22 | 5  | 3 | 14 | 31 | 45 | -14 |
|  | 11.  | MiPK         | 12 | 22 | 4  | 4 | 14 | 38 | 64 | -26 |
|  | 12.  | KIF          | 12 | 22 | 3  | 6 | 13 | 19 | 50 | -31 |

Legenda:
      Campione di Finlandia e ammessa alla Coppa dei Campioni 1965-1966
      Vincitore della Suomen Cup 1964 e qualificato in Coppa delle Coppe 1965-1966
      Retrocesse in Suomensarja
Note:
Due punti a vittoria, uno a pareggio, zero a sconfitta.